# Neolycaena pretiosa
Neolycaena pretiosa is een vlinder uit de familie van de Lycaenidae. De wetenschappelijke naam van de soort werd als Lycaena pretiosa in 1884 gepubliceerd door Henry Charles Lang.